# ريتشي منساه
ريتشي منساه (بالإنجليزية: Richie Mensah)‏ هو ملحن ومنتج أسطوانات غاني، ولد في 17 مايو 1986.

## وصلات خارجية
- الموقع الرسمي